# Naemi Herzig
Naemi Herzig (* 21. März 2007) ist eine Schweizer Eishockeyspielerin und seit 2024 Spielerin in der Schweizer Frauen-Nationalmannschaft.

## Karriere
Naemi Herzig startete ihren sportlichen Weg mit vier Jahren. Erste wichtige Stationen waren beim HC Eisbären St. Gallen, danach beim EHC Uzwil und bei den ZSC Lions. 2023 wechselte sie zum EV Zug. Verletzungsbedingt fehlte sie am Ende der Saison 2024/25. Für ihre Mannschaft hatte Herzig während zwei Jahren in 64 Meisterschaftsspielen 50 Tore geschossen und 58 Treffer vorbereitet.
Ab der Saison 2025/26 spielt Naemi Herzig in der NCAA für das College of the Holy Cross in Worcester im US-Bundesstaat Massachusetts und wird als Stürmerin auflaufen.

### International
Bereits mit 17 Jahren stand Herzig im Kader des Schweizer Nationalteams und debütierte 2024 bei ihrer ersten A-Weltmeisterschaft in Utica, USA. Damit gehört sie zu den jüngsten Spielerinnen, die je für die Schweiz gespielt haben.

## Erfolge und Auszeichnungen
- 2022 Schweizer Meister mit den ZSC Lions Frauen
- 2023 Schweizer Cupsieger mit den ZSC Lions Frauen
- 2023 Schweizer Meister mit den ZSC Lions Frauen
- 2025 Schweizer Cupsieger mit dem EV Zug

## Persönliches und Ausbildung
Von 2021 bis 2025 besuchte Herzig das Gymnasium am Olympia-Stützpunkt in Cham, wo sie Schule und Spitzensport verbinden konnte.
Sie ist eine ambitionierte Tennisspielerin und war 2018/19 Schweizer Meisterin. Das Tennisspielen hat sie zugunsten der Eishockey-Karriere zurückgesteckt. Daneben ist das Singen eine weitere Leidenschaft der Stürmerin.